# Nephrodium goldianum
Nephrodium goldianum là một loài dương xỉ trong họ Dryopteridaceae. Loài này được Hook. & Grev. mô tả khoa học đầu tiên năm 1829.
Danh pháp khoa học của loài này chưa được làm sáng tỏ. 